# Openfiler
Openfiler es un sistema operativo que proporciona archivos basados en almacenamiento conectado a la red y bloqueo basado en la red de área de almacenamiento. 
Fue creado por Xinit Systems y está basado en la distribución Linux CentOS . Es software libre disponible en virtud de la Licencia Pública General GNU versión 2. Su pila es de interfaces de software con software de código abierto de terceros.
La base de código de Openfiler se inició en Xinit Systems en 2001. La empresa creó un proyecto y donó la base del código en octubre de 2003.
La primera versión pública de Openfiler fue realizada en mayo de 2004.

## Requisitos de Hardware

### Mínimo
Openfiler necesita de al menos 500 MHz, 256 MB de RAM, 10 GB de espacio en disco duro (8 GB para la instalación del sistema operativo y 2 GB de espacio de intercambio (swap), una unidad óptica (para la instalación local) y Ethernet, como la interfaz de red.

### Óptima
Un procesador de 64 bits con 1.6 GHz o más, 2 GB de RAM, 10 GB de espacio en disco duro (8 GB para la instalación del sistema operativo de más de 2 GB de espacio de intercambio (swap) y un hardware RAID, se recomiendo un controlador de matriz de disco para un rendimiento óptimo.

## Características
Los protocolos de red soportados por Openfiler son: NFS, SMB/CIFS, HTTP/WebDAV, FTP y iSCSI (iniciador y de destino). Los directorios de red soportados por Openfiler son NIS, LDAP (con soporte para SMB/CIFS las contraseñas encriptadas), Active Directory (de nativos y de modos mixtos), controlador de dominio de Windows NT 4 y Hesiod. Los protocolos de autenticación incluyen Kerberos 5. Openfiler incluye soporte para volúmenes de partición, ext3, JFS y XFS así como en el disco nativo de los sistemas de ficheros, de punto en el tiempo de las instantáneas con la programación, las cuotas de asignación de recursos, y una sola interfaz unificada para compartir la gestión que hace la asignación de acciones para varios protocolos de red de sistemas de archivos una forma sencilla.
Los siguientes son solo algunas de las características disponibles en la actualidad (a menos que se indique lo contrario) en Openfiler:
1. Bloque de virtualización basada en
  1. Soporte de instantánea en el tiempo a punto con la programación
  2. Expansión en línea del tamaño de un volumen (pruebas)
  3. Informes de uso de volúmenes
  4. Soporte para múltiples grupos de volumen para un almacenamiento óptimo de asignación
  5. Iniciador iSCSI (manual)
  6. Volumen de migración y replicación (manual)
2. Gestión de cuentas de usuario
  1. La autenticación mediante Módulos de Autenticación conetables, configurados desde la interfaz web
  2. NIS, LDAP, Hesiod, Active Directory (nativos y de modos mixtos), controlador de dominio de NT4; no hay gestión local de usuarios disponibles para las acciones
  3. Soporte de cuenta de Invitado/cuenta pública
3. Cuota de asignación de recursos
  1. Por volumen de grupo-gestión de las cuotas para espacios y archivos
  2. Volumen por usuario-administración para cuotas de espacio y los archivos
  3. Por el volumen de gestión de los clientes para las cuotas de espacio y los archivos
  4. Soporte de plantillas de usuarios y grupos para la asignación de cuota
4. Compartir la gestión
  1. Creación de compartición por volumen
  2. Multinivel de compartir árbol de directorios
  3. Multi-grupo de control de acceso basado en una base por recurso compartido
  4. Multi-host/red de control de acceso basado en una base por recurso compartido
  5. Por acción de activación del servicio (NFS, SMB/CIFS, HTTP/WebDAV, FTP)
  6. Soporte para directos CIFS/SMB creados por clientes basados en Microsoft Windows
5. Suite del protocolo estándar del sector
  1. Soporte de CIFS/SMB para clientes basados en Microsoft Windows
  2. Soporte de NFSv3 para todos los clientes de UNIX con soporte de extensiones de protocolo ACL
  3. Soporte de NFSv4 (en pruebas)
  4. Soporte de FTP
  5. WebDAV y compatibilidad con HTTP 1.1
  6. Distribución Linux de back-end para otras personalizaciones
  7. De código abierto proporciona la opción de modificar y distribuir el software como mejor le parezca al usuario.